# SonicFox
Dominique McLean (2 de marzo de 1998), conocido profesionalmente como SonicFox, es una persona jugadora profesional de deportes electrónicos estadounidense de varios juegos de lucha. Ha encabezado muchos torneos, incluidos siete eventos Evolution Championship Series (EVO) para cinco franquicias de juegos diferentes. Era el jugador de deportes electrónicos de juegos de lucha mejor pagado del mundo a fecha del 4 de agosto de 2019, con más de $719,204.94 en ganancias. McLean fue nombrado Jugador de Deportes Electrónicos del Año en The Game Awards 2018 y fue incluido en la lista "30 Under 30" de Forbes de 2020 para Juegos.
McLean es un furry conocido por competir con el traje de su fursona, un zorro antropomórfico azul y blanco.

## Carrera
El hermano mayor de McLean, Christian, hizo que McLean se interesara por los videojuegos de lucha cuando McLean tenía tres años. Durante los siguientes años, mientras McLean continuaba jugando, ingresó al fandom furry alrededor de los diez u once años y desarrolló el personaje "SonicFox". Se sabe que participa en torneos con el fursuit (o traje) de su fursona, un zorro antropomórfico azul y blanco.
Alrededor de 2011, McLean estaba jugando juegos de Mortal Kombat en línea no competitivos, y sus amigos en línea los alentaron a probar sus habilidades en un torneo de Mortal Kombat offline en 2012. Aunque McLean sólo quedó en noveno lugar en el evento, quedó cautivado con la atmósfera competitiva y continuó participando en varios campeonatos de juegos de lucha.
McLean logró una victoria de 6 – 0 en el torneo Injustice: Gods Among Us en Evo 2014. News.com.au informó en diciembre de 2015 que McLean no había perdido un solo torneo en los 18 meses anteriores y que ganó 150.000 dólares en el lapso de dos semanas al ganar torneos de Mortal Kombat.
McLean fue nombrado "Jugador de deportes electrónicos del año" en la ceremonia de The Game Awards 2018, y ganó la atención de los medios por su discurso de aceptación.Forbes incluyó a McLean en su lista "30 Under 30" de 2020 en la categoría Juegos.
A principios de 2020, SonicFox firmó con la división de juegos de lucha del equipo de deportes electrónicos Evil Geniuses. SonicFox fue añadido como personaje de fondo en Skullgirls más tarde ese año. Anunció su salida de Evil Geniuses a finales de 2023.

## Vida personal
McLean se crio en Townsend, Delaware. En 2018, McLean era estudiante en el Instituto Tecnológico de Nueva York. McLean decidió centrarse en lo académico y al mismo tiempo mantener un equilibrio entre sus juegos profesionales y su vida escolar. McLean es abiertamente gay. En septiembre de 2019, McLean se declaró de género no binario en Twitter. McLean utiliza públicamente el pronombre "they" singular (equivalente al pronombre «elle» en español), reservando el uso de los pronombres masculinos sólo para aquellos con quienes tiene una relación cercana, con el fin de ayudar a normalizar el uso del "they" en singular.